# Malmok
Malmok – miejscowość (plaats) w strefie Palm Beach/Malmok, w regionie Noord/Tanki Leendert w północno-zachodniej części kraju autonomicznego Aruba, należącego do Holandii, w Ameryce Południowej. Według danych z 1 stycznia 2020 r. liczy 5637 mieszkańców. Leży nad Morzem Karaibskim.
Znajdują się tutaj plaże Arashi Beach oraz Malmok Beach, a na najbardziej na północ wysuniętym punkcie wyspy stoi latarnia morska California. Ok. 675 m od brzegu i ok. 18 m głębokości leży wrak niemieckiego statku „Antilla”, zatopionego podczas II wojny światowej.